# بوب شامبيون
بوب شامبيون (بالإنجليزية: Bob Champion)‏ هو فارس بريطاني، ولد في 4 يونيو 1948 في Guisborough ‏ في المملكة المتحدة.